# Barra Longa
Barra Longa is een gemeente in de Braziliaanse deelstaat Minas Gerais. De gemeente telt 7.050 inwoners (schatting 2009).

## Aangrenzende gemeenten
De gemeente grenst aan Acaiaca, Alvinópolis, Dom Silvério, Mariana, Ponte Nova en Rio Doce.